# Prospekt Kosmonavtov (métro d'Iekaterinbourg)
Prospekt Kosmonavtov (en russe : Проспект Космонавтов et en anglais : Prospekt Kosmonavtov) est une station de la ligne 1 du métro d'Iekaterinbourg.
Mise en service en 1991, elle est desservie par les rames de la ligne 1.

## Situation sur le réseau

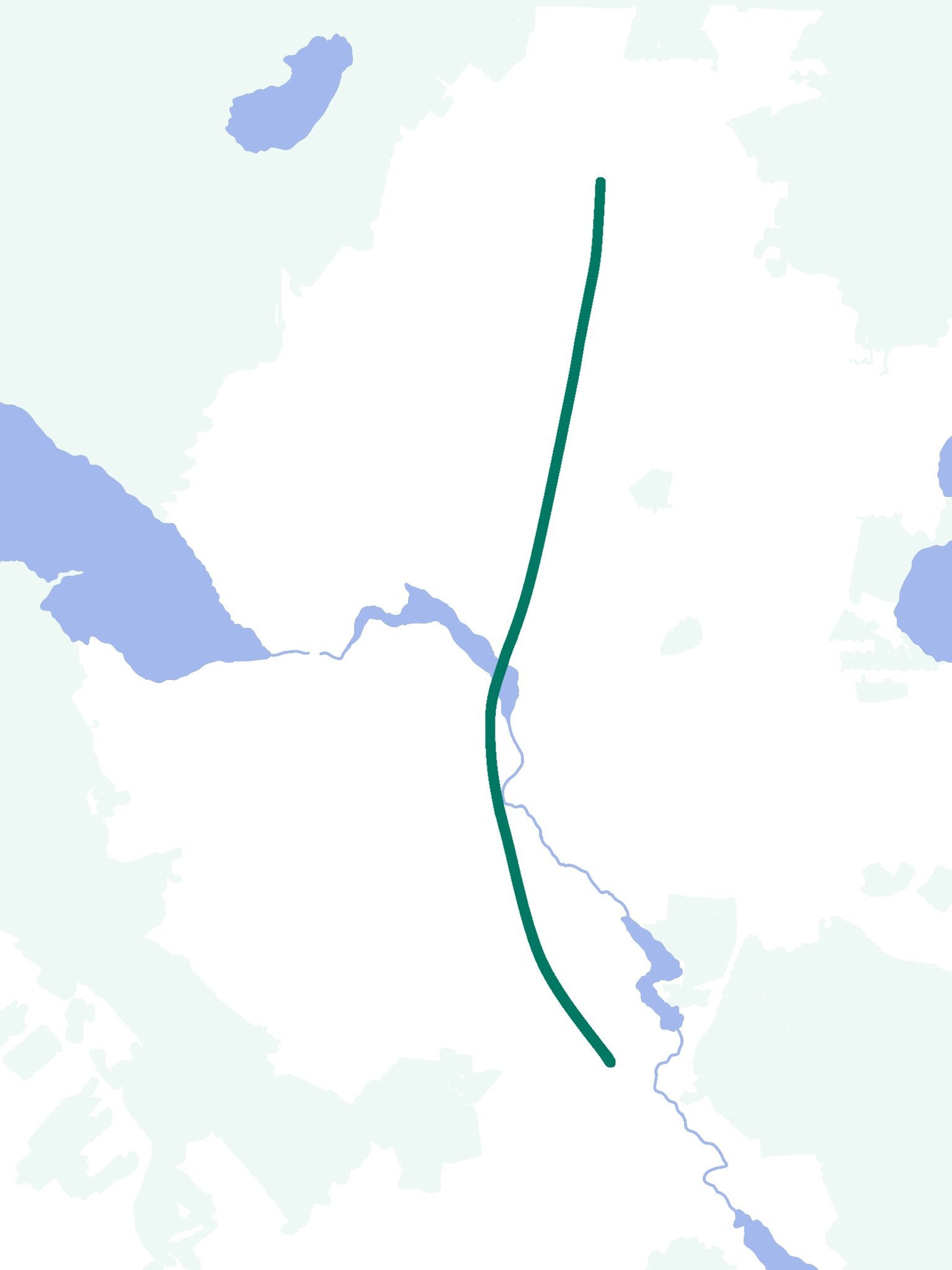
Plan du métro (2019).

Établie en souterrain, la station Prospekt Kosmonavtov, est une station de passage de la ligne 1 du métro d'Iekaterinbourg. Elle est située entre la station Ouralmach, en direction du terminus sud, Botanitcheskaïa.
Elle dispose d'un quai central encadré par les deux voies de la ligne.

## Histoire
La station Prospekt Kosmonavtov est mise en service le 27 avril 1991. La station est due aux architectes S. Ziganchine et aux artistes céramistes B. Klotchkov.

## Services aux voyageurs

### Desserte
Prospekt Kosmonavtov est desservie par les rames de la ligne 1.